# كيب تاون سبرز
نادي كيب تاون سبرز لكرة القدم (بالإنكليزية: Cape Town Spurs Football Club) هو نادِ كرة قدم جنوب أفريقي يقع في ضاحية بارو من مدينة كيب تاون ويلعب في دوري جنوب إفريقيا الممتاز لكرة القدم.
كان أياكس أمستردام الهولندي هو النادي الأكثر مساهمة في الفريق حيث قام عام 1999 بتغيير اسم النادي إلى أياكس كيب تاون (بالإنجليزية: Ajax Cape Town) بعد دمج ناديي «سفن ستارز» و«كيب تاون سبيرز» وشراء أكثر من نصف الأسهم في النادي الجديد، مما جعل النادي الهولندي يسمي النادي الجنوب أفريقي باسمه وتكون له نفس الألوان ونفس الرايات والأعلام مع أن النادي في جنوب إفريقيا..
ويلعب الفريق مبارياته الرسمية في ملعب كيب تاون الواقع في مدينة كيب تاون.
في عام 2020 تم إنهاء الشراكة بين أياكس كيب تاون وأياكس أمستردام وبالتالي إعادة تسمية النادي إلى "كيب تاون سبرز".

## الشعار

شعار أياكس كيب تاون (1999-2020)
شعار كيب تاون سبرز (2020- حتى الآن)

## إنجازات النادي
- كأس جنوب إفريقيا (مرة):

2007
- كأس جنوب إفريقيا للثمانية الكبار MTN 8 (مرة واحدة):

2015

## وصلات خارجية
- الموقع الرسمي
- كيب تاون سبرز  على فيسبوك.
- PSL Club Info